# Ziaelas
Ziaela o Ziaelas (254 a.C. circa – 228 a.C.) fu il terzo sovrano di Bitinia, regnò dal 254 a.C. alla morte.

## Biografia
Figlio di re Nicomede I e di Ditizele, alla morte del padre vide la propria matrigna Etazeta, seconda moglie di Nicomede, salire al trono come reggente dei suoi figli bambini. Ziaelas, che era all'epoca adulto e si era trovato tagliato fuori dal trono, era all'epoca già fuggito in Armenia, accolto alla corte di re Sames. Saputo della morte del padre, tornò con l'intento di riprendere il trono con la forza, aiutato da alcuni Galati. Sebbene Etazeta ricevesse l'aiuto delle città limitrofe e di Antigono II Gonata, Ziaelas riconquistò prima una parte e poi l'intera Bitinia, obbligando Etazeta e i suoi figli a fuggire alla corte macedone di Antigono (254 a.C.).
A Ziaelas succedette il figlio Prusia I, dopo che, nel 228 a.C., il sovrano bitino fu ucciso da dei Galati.
Come suo padre e suo nonno, anche Ziaelas fondò una città cui diede il proprio nome, Ziela, ma la sua localizzazione è ignota.